# Марти, Кристиан (лётчик)
Кристиан Марти (фр. Christian Marty; 16 декабря 1946 — 25 июля 2000) — французский сёрфер и лётчик гражданской авиации. Первый в мире человек, пересекший Атлантический океан на сёрфе. Пилотировал рейс 4590 компании Air France, потерпевший катастрофу 25 июля 2000 года.

## Биография
Родился 16 декабря 1946 года в XV округе Парижа. 12 июля 1967 года стал пилотом гражданской авиации. В 1969 году получил лицензию коммерческого пилота и начал работать в компании Air France. Служил лётчиком и лётным инструктором, пилотировал самолёты Boeing 727 и 737, а также Airbus A300, A320 и A340.
Помимо карьеры пилота, увлекался виндсёрфингом на большие дистанции. В 1980 году вышел из Ниццы и проплыл 169 км до Кальви (Корсика). В 1981 году стал первым в мире человеком, пересекшим на виндсёрфе Атлантический океан: он использовал специально подготовленную доску с парусом, а его самого сопровождала лодка. 28 ноября 1981 года он вышел из Дакара (Сенегал), однако его переход сорвался. Вторую попытку он предпринял 12 декабря 1981 года: во время своего путешествия Марти упал с доски ночью, однако поскольку свет на сёрфе был включён, сумел взобраться на неё обратно и проплыл дальше без приключений. 18 января 1982 года он достиг Куру (Французская Гвиана), проплыв итого 4222 км за 37 дней, 16 часов и 4 минуты. До этого Марти прожил два года на Гваделупе и совершал переходы на сёрфе из Гваделупы на Мартинику (проплыл 161 км).
16 августа 1999 года Марти стал командиром сверхзвукового лайнера «Конкорд».

### Гибель
25 июля 2000 года Марти был командиром судна на рейсе 4590 компании Air France, следовавшего из Парижа в Нью-Йорк (второй пилот — Жан Марко, бортинженер Жиль Жардино). Во время взлёта шасси самолёта наскочило на металлическую полосу: шина самолёта лопнула, а куски шины пробили топливный бак, что привело в итоге к возгоранию топлива:14. Самолёт потерял управление и врезался в здание гостиницы в городе Гонесс. Жертвами крушения стали 113 человек: все находившиеся на борту 109 человек (в том числе Марти) и четверо человек на земле.